# Nguyễn Đức Tỉnh
Nguyễn Đức Tỉnh (sinh 1956)  là một sĩ quan cấp cao trong Quân đội nhân dân Việt Nam, hàm Trung tướng, nguyên Cục trưởng Cục Nhà trường Bộ Tổng Tham mưu

## Thân thế và sự nghiệp
Trước năm 2010, là Phó Hiệu trưởng Trường Sĩ quan Lục quân 2
Năm 2010, bổ nhiệm giữ chức Cục trưởng Cục Nhà trường Bộ Tổng Tham mưu
Tháng 3 năm 2016, ông nghỉ hưu
Thiếu tướng (2008), Trung tướng (2013)